# Lethrinops oculatus
Lethrinops oculatus är en fiskart som beskrevs av Trewavas, 1931. Lethrinops oculatus ingår i släktet Lethrinops och familjen Cichlidae. IUCN kategoriserar arten globalt som sårbar. Inga underarter finns listade i Catalogue of Life.